# Nepalesische Botschaft in Berlin

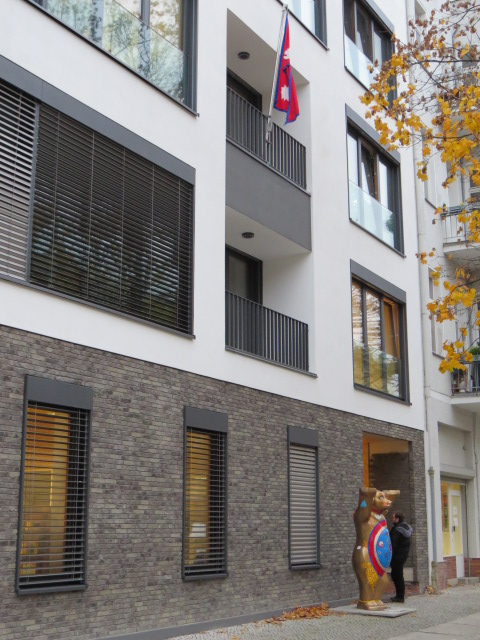
Botschaftsgebäude Guerickestraße in Berlin

Die nepalesische Botschaft in Berlin ist die diplomatische Vertretung der Demokratischen Bundesrepublik Nepal in der Bundesrepublik Deutschland. Sie befindet sich im Ortsteil Charlottenburg des Bezirks Charlottenburg-Wilmersdorf in der Guerickestraße 27.
Honorargeneralkonsulate Nepals gibt es in Dreieich, Köln, München und Stuttgart.

## Geschichte

### Bundesrepublik
Am 23. April 1958 nahmen Nepal und die Bundesrepublik Deutschland diplomatische Beziehungen auf. Im Jahr 1963 nahm die deutsche Botschaft ihre Arbeit in der nepalesischen Hauptstadt Kathmandu auf. Doch erst am 5. Juli 1965 öffnete die nepalesische Botschaft im Ortsteil Mehlem der Stadt Bonn ihre Pforten, Adresse: Im Hag 15.

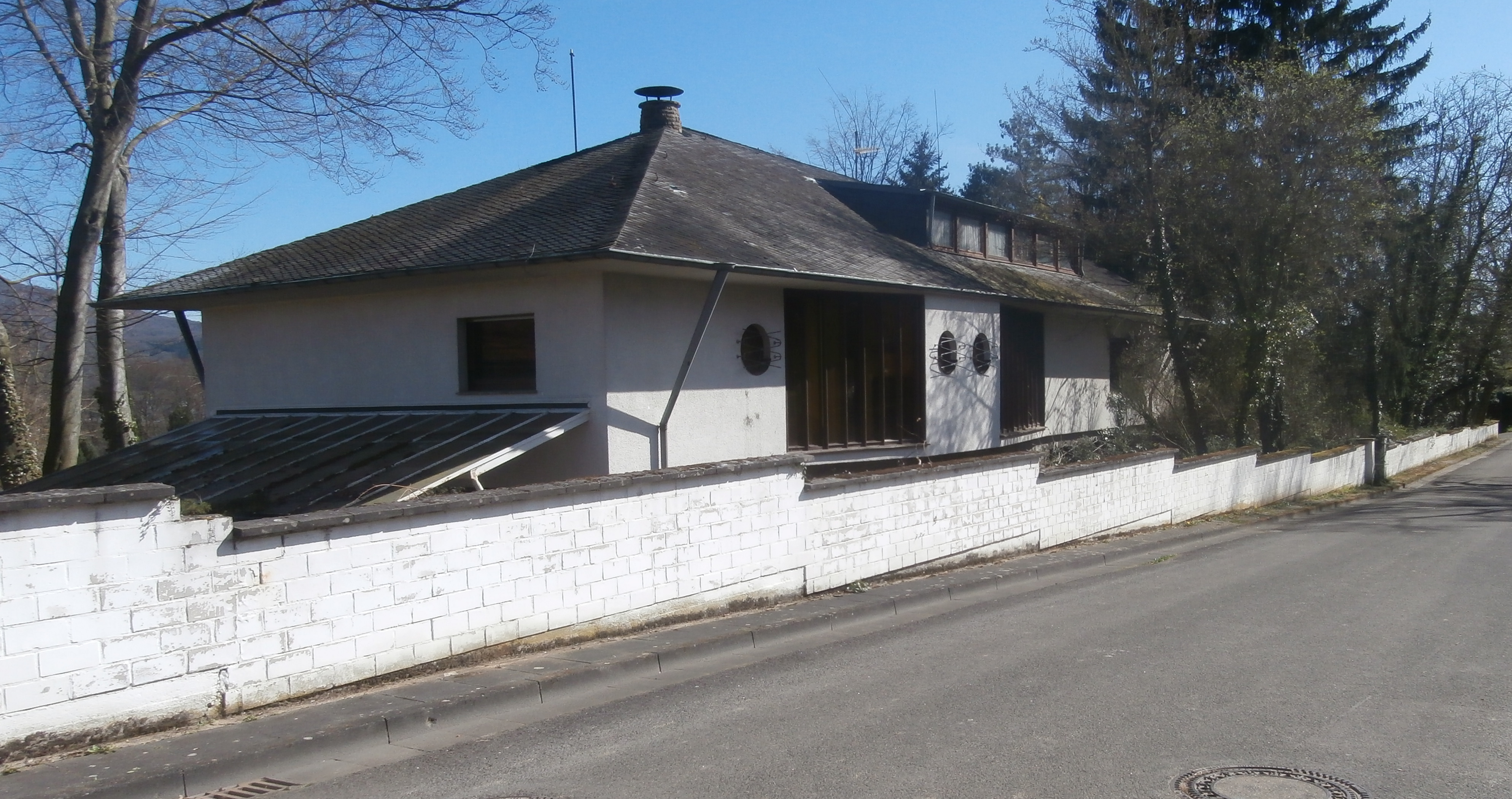
Ehemalige nepalesische Botschaft in Bonn-Bad Godesberg, Im Hag 15

Der eingeschossige verputzte Neubau im einfachen Stil mit leichtem Anklang an asiatische Bauweisen – ein Teil des seitlichen Balkons ist pagodenartig aufgeschwungen – bot Arbeits- und Wohnräume für die Diplomaten. Ein schiefergedecktes Pyramidendach schließt das ausgebaute Dachgeschoss ab. Zudem gibt es eine angebaute Garage mit Solardach. Die nepalesische Regierung ist Eigentümer der Immobilie.
Die Residenz des Botschafters wurde bis 1988 auf dem Grundstück Mehlem, Elsternweg 3, bezugsfertig. Das Gebäude umfasst eine Grundfläche von rund 200 m². Gartentor, Fenster, Balkonbrüstungen sind alle mit schmiedeeisernen Gittern verziert. Im Inneren gibt es einen marmorgefliesten Raum mit geschwungenen Erkern, den früheren Repräsentationsraum. Im Obergeschoss liegen die ehemaligen großzügig aufgeteilten Wohnräume. Ein gut gepflegter Garten umgibt das Anwesen.
Aufgaben der Botschaft, die über das Übliche hinausgingen (Beispiele)
Die nepalesische Botschaft gab auf Bitten deutscher Behörden und Architekten Unterstützung bei Planung und Bau der Friedenspagode in München. Die Vorbereitungsarbeiten dauerten von 1980 bis 1983.
Besuche hochrangiger Politiker und Wirtschaftsfachleute in Deutschland, immer von dem jeweils amtierenden Botschafter begleitet, stärkten im Laufe der Jahre die Zusammenarbeit So besuchten im Oktober 1986 der König Birendra und Königin Aishwarya die Bundesrepublik.

### DDR
Am 20. Dezember 1972 nahmen Nepal und die DDR im Zusammenhang mit der weltweiten Anerkennung der DDR diplomatische Beziehungen auf. Der Botschafter Nepals in Moskau war in der DDR zweitakkreditiert. Dagegen entsandte die DDR ihre Diplomaten direkt nach Kathmandu. Erster Botschafter war Herbert Fischer, der am 6. April 1973 dem nepalesischen König sein Beglaubigungsschreiben überreichte.
Botschafter
- Jagdish Shumsher J. B. Rana (ab 9. Januar 1974)[12]
- Gyanendra Bahadur Karki (ab 18. Juni 1979)[13]
- Narendra Bikram Shah (ab 24. Mai 1982)[14]
- Bishweshwar Prasad Rimal (ab 20. Mai 1987)[15]

### Im vereinten Deutschland
Die nepalesische Botschaft verlegte ihre Botschaft nach Berlin, nachdem die deutsche Regierung auf Basis des Bonn-Berlin-Gesetzes dort ihren Sitz genommen hatte. Die Botschaft und die Residenz in Bonn-Bad Godesberg wurden leergezogen. Die Diplomaten fanden in einem neu errichteten Bürohaus in der Nähe des Ernst-Reuter-Platzes in Berlin-Charlottenburg geeignete Räumlichkeiten, die angekauft wurden. Der Einzug erfolgte um das Jahr 2002.
Botschafter
- Gopal Prasad Sharma (1991–1995)[16]
- Novel Kishore Rai (1995–1999)[16]
- Balram Singh Malla (1999–2004)[16]
- Madan Kumar Bhattarai (2004–2009)[16]
- Suresh Prasad Pradhan (2009–2013)[16]
- Ramesh Prasad Khanal (2016–2020)[16]
- Ram Kaji Khadka (2021–2024)[17]
- Shail Rupakheti (seit 18. Dezember 2024)[18]

## Aufgaben (Auswahl)
Der nepalesische Botschafter in Berlin ist auch in Polen, Tschechien, Bulgarien, Ungarn, Rumänien, Serbien, Ukraine, Slowakei, Slowenien sowie für die Apostolische Nuntiatur in Berlin und für die in Bonn angesiedelte UNFCC (United Nations Framework Convention on Climate Change) akkreditiert.
Grundaufgaben
- Ausstellung von Pässen, Erteilung von Visa, Attestierungen, Hilfe für die in Deutschland lebenden Nepalesen sowie Bürger aus den zweitakkreditierten Ländern
- Unterstützung für Reisende beider Länder
- Organisierung einer umfassende Zusammenarbeit auf politischem, wirtschaftlichem, wissenschaftlichem, touristischem und medizinischem Gebiet
- Teilnahme an wichtigen Konferenzen
- Begleitung hochrangiger Regierungs- und Wirtschaftsdelegationen in Deutschland (siehe unter Geschichte)

Beispiele aus der Arbeit der Berliner Botschaft
Begleitung wichtiger Besuche nepalesischer Persönlichkeiten in Deutschland:
- Premierminister Girija Prasad Koirala (im Februar 1995 und September 2000), und Madhav Kumar (stellvertretender Premierminister und Minister für Verteidigung und auswärtige Angelegenheiten im Februar 1995) informierten sich in Deutschland und führten Gespräche.
- Außenminister Upendra Yadav besuchte Deutschland mit einer Delegation im März 2009
- Außenminister Shanker Bairagi weilte vom 29. Juni bis 1. Juli 2018 in Deutschland und traf sich mit dem Staatsminister beim Auswärtigen Amt Niels Annen.

Die letzten größeren deutsch-nepalesischen Verhandlungen über die bilaterale Entwicklungszusammenarbeit fanden vom 19. bis 20. September 2018 in Berlin statt. Hauptsächlich ging es um die Themen Erneuerbare Energien, Übertragungsleitungen und Infrastrukturentwicklung.
2019 fanden erstmals bilaterale außenpolitische Konsultationen zwischen Deutschland und Nepal statt.

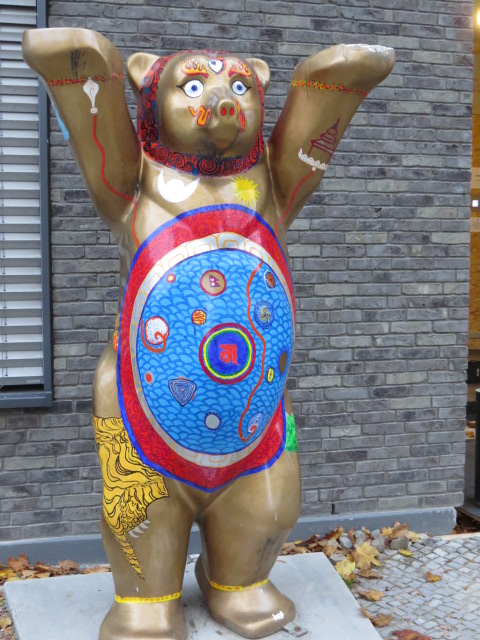
Buddy Bear vor der nepalesischen Botschaft

## Gebäude in Berlin
Der moderne, eher schlichte, weiß verputzte Bau mit breiten Fenstern und einem verkupferten Vordach über dem Eingang besitzt fünf Etagen, der Sockel im Erdgeschoss ist klinkerverblendet ebenso wie die Einfassung der Eingangstür. Am nordwestlichen Ende des langgestreckten Gebäudes befindet sich eine Durchfahrt zu Parkmöglichkeiten auf dem Hof. Die drei Diplomaten arbeiten in der zweiten Etage des Hauses, wo eine nepalesische Fahne an der Fassade weht.
Vor dem  Haus steht auf der Straße ein Buddy-Bär, mit dem Staatsemblem von Nepal bemalt. Die Gestaltung führte der Künstler Rolf A. Kluenter im Auftrag der Honorakonsule von Nepal aus, wie auf einer Erklärungstafel zu Füßen des Bären nachzulesen ist.